# Nedra hoeffleri
Nedra hoeffleri là một loài bướm đêm trong họ Noctuidae.